# CCDC3
CCDC3‏ (Coiled-coil domain containing 3) هوَ بروتين يُشَفر بواسطة جين CCDC3 في الإنسان.